# 良心の目覚め
『良心の目覚め』(英: The Awakening Conscience)は、イギリスの画家ウィリアム・ホルマン・ハントによる1853年の絵画である。ハントはラファエル前派の創設者の1人でもある。
カンバスに油彩で描かれた作品で、若い女性が男性の膝から起き上がろうとして立ちすくんだまま、部屋の窓からみえる外の景色にくぎ付けになっている。
テート・ブリテンのコレクションの1つである。

## テーマ
一見したところ、この絵は夫婦のちょっとしたいさかいを描いているようであるが、絵の題と画面に描かれているシンボルの帰属を考えていくと、これが情婦とその愛人の絵だということは明らかである。重ねられた女性の手がこの絵の中心点であり、左手の置き方から結婚指輪〔だけ〕をしていないことが強調されている。部屋中に点在する暗示的な品々からは、彼女が「囲われている」立場であり、虚無的な人生を送っていることがうかがわれる。小鳥をもてあそんでいるテーブルの下の猫。ガラスにおおわれた時計。ピアノに半端にかけられたタペストリー。ほぐされず床でもつれたままの糸。ピアノの後ろの壁にかけられた、フランク・ストーンの『クロス・パーパシス』〔行き違いの意〕の複製画。テニスンの詩「涙よ 空しき涙よ」を翻案したエドワード・リアの楽譜（が床に捨てられている）。ピアノの譜面台に置かれたトーマス・ムーア「静けき夜にはしばしば」の楽譜（この曲における彼の詩は、幸せだった過去を悲しく振り返るものである）。机に放りだされた帽子と床に脱ぎ捨てられた手袋は、このあいびきがあわただしいものだったことを示唆している。
この部屋はヴィクトリア朝時代の家庭にしては、あまりにも乱雑でけばけばしい。派手な色づかい、足跡のついていないカーペット、傷一つなく磨きこまれた家具はこの情婦のために最近この部屋に備え付けられたことを物語っている。美術史家のエリザベス・プレトジョン(は、こうしたインテリアも現代ではヴィクトリア朝的であるとされているが、それでも「成金的な下品さ」が滲みでているため、現代の読者にとってはこうした設えが悪趣味と映るのではないかと指摘している。この絵の額縁はさらに象徴的な道具立てで飾られている〔画像からは切り取られている〕。鈴（警告）、マリーゴールド（悲嘆）、若い女の頭のうえの星（天啓のしるし）。『箴言』からソロモンの格言（25:20)の一節が引用され書き込まれている。いわく「心を痛める人の前で歌をうたうのは、寒い日に着物を脱ぐようであり、また傷の上に酢をそそぐようだ。」。
後ろの壁にかけられた鏡は、まるで鑑賞者をじらすかのようにこの場面の外への視界をのぞかせる。窓からは日の光に満ちた春の庭が開けており、この部屋に閉じ込められているかのような印象の女性の姿とはっきりしたコントラストをなす。その顔に浮かんだ、何かに打たれたかのような表情は、愛人のしぐさに驚いたからではない。彼女を引きつけているのは、部屋の外であり、2人の関係性の外にあるものである。英雑誌アテナイオンは1854年にこんな評論を掲載している。
『ため息橋』の作者にも、これほど苦痛に満ちた表情を描くことはできなかった。鏡に映った春の樹木、ピアノ、日を浴びた青銅色といった細部は、驚くほどに正確だ。そして暗い藍色と赤は、メランコリックでありながらこの絵にふさわしく、陰鬱な色づかいである。ここに描かれている情緒は、『アーネスト・マルトラヴァース』式のものだ。それを好む人にとっては苦痛で、好まぬ人にとっては不快だという具合に。

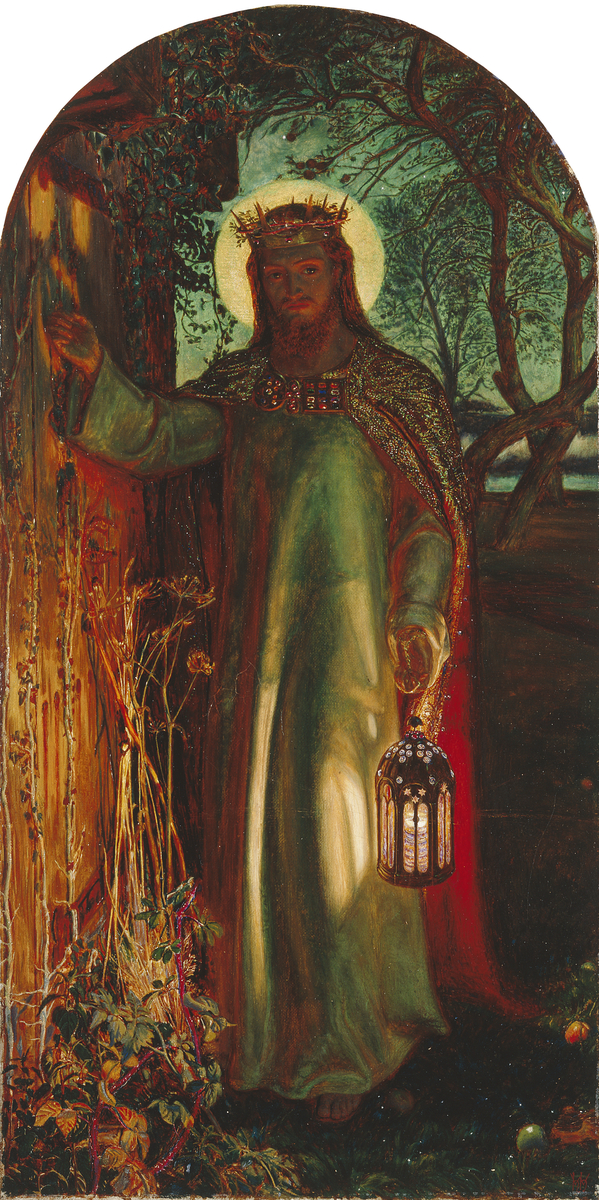
ハントの『世の光』

この絵は、ある意味で同じ作者のキリスト教絵画である『世の光』と対になる作品である。この絵は、ランタンを手にしたキリストが、草の生い茂った取っ手のないドアをノックする姿を描いたものである。ハントによれば、この扉は「意固地なまでに閉じた心」を表わしている。その意味で、女性が外部から現れた何かによって良心の呵責を覚える『良心の目覚め』はこの絵と対応するものである。ハントも『世の光』と比較していて「低俗な生き方をやめよと魂に呼びかける、天上の愛の精霊が実生活において出現したときの挙動を描いた、より具体的で対になる」作品だと語っている。ラファエル前派の仲間に、ハントは『デイヴィッド・コパフィールド』におけるペゴティがエミリーを探し求める姿を読んで、この絵の構成を思いついたと語っている。だからこそ彼はそれとはまた別の「堕落した女性が苦悩する」にふさわしい設定を探し始めたのである。とはいえデイヴィッド・コパフィールドから場面を引用して描こうとしたわけではなく、もともとはより一般的な題材からとろうとしていたのである。そして「堕落した女性を追いかける恋人というテーマがハントの頭に浮かんだ」。しかし、この組み合わせでは、女性の心には彼が描きだそうとしていた改悛とは別の感情が浮かぶであろうと考えたのだった。最終的にハントは、女性の伴侶が歌をうたった瞬間に、女性の心にかつての暮らしが思い起され、伴侶がそれと気づかぬうちに女性が真実に気づく瞬間を迎える場面を描く、という構想にいたった。
モデルは、ラファエル前派の作品に頻出するアニー・ミラーである。ハントは彼女と1859年まで婚約状態にあった。男性はおそらくハントの画家仲間であったトーマス・セドンまたはオーガスタス・エッグを下敷きにしている。

## 修復
今日の絵には、初めてこの絵が公開されたときのような苦痛であるとか恐怖といった感情を女性の顔から読み取ることはできない。現代の批評家の多くは、そこに何かに打たれたような表情や不快感を読み込んでいる。この絵はマンチェスターの実業家でありラファエル前派のパトロンであったトマス・フェアベアンの注文によって描かれたものである。それに先立ってエッグがハントの着想について説明するとともに、おそらく初期のスケッチを何枚かみせていた。フェアベアンはハントに350ギニーを支払っている。この絵は『世の光』とともに1854年に初めてロイヤルアカデミーで公開された。フェアベアンは日を増すごとに女性の表情に耐えられなくなっていくことに気づき、ハントに頼んでより柔らかな表情にしてもらうことにした。ハントは仕事にとりかかりはしたもののすぐ病に倒れてしまったため、完全に治ったと判断されるまでは作業を中断することにした。1856年のバーミンガム芸術家協会の展覧会に出品するため、一度作品をフェアベアンに返却している。後にふたたび仕事にとりかかり修正を終えたハントは、エドワード・リアに「〔作品は〕かなり良くなった」と考えていることを打ち明けている。ハントは1864年にもこの絵に手をいれており、1886年に修復家が当座のためにいくつかの作品に行った作業を自身の手でやり直したときにも再び修正を加えている。

## ラスキンの解釈
ヴィクトリア朝時代の美術理論家ジョン・ラスキンは、イギリスにおける美術の新たな潮流を示すよき例としてこの作品を讃えている。つまり、出来事を記録しているというよりも、作者がイマジネーションを発揮したことによって物語がうみだされているからである。ラスキンによるこの絵の見方は、やはり道徳的なものである。1854年にタイムズ紙に寄せられた、この絵を擁護するラスキンの文章によれば、「部屋にあるものはどれもただそれだけで成立しているわけではないが...きちんと読めば悲劇的なものになる」。ラスキンは、この部屋の描写における完璧なリアリズムと象徴的な意味の込め方に感動したのである。実際ハントは、雰囲気をつかむために、恋人を連れ込むための"maison de convenance" 〔便利な家〕の一室を借りることまでしていた。ラスキンは、ウィリアム・ホガースの『当世風の結婚』を好個の例とし、室内装飾の描き方を通じて、テーマとなった人物たちが受けた啓示を比較した。『良心の目覚め』では「ありふれていて、当世風で、低俗な」部屋の中が、家庭の一部であればありえないような光沢感があり使った形跡のないものであふれかえっている。ラスキンによれば、この絵における見事な細部の描写は、ただただ鑑賞者に2人の破局が不可避であろうと思わせる。「あわれな娘のドレスのまさにその縁を、作者が入念に、糸の一本にいたるまで描きこんでいるからこそ、その純白の服が土埃と雨で汚れ、見捨てられて通りを踏み迷うまで後どれぐらいであろうと我々が思いを馳せたとき、そこに物語が宿るのである」。ある瞬間を切り取って視覚化された道徳訓というアイデアは、オーガスタス・エッグの3枚もののシリーズ『過去と現在』（1858年）にも影響を与えた。

## 文学
イーヴリン・ウォーの『ブライヅヘッドふたたび』には、主人公チャールズ・ライダーとジュリアとの関係が解消されたことをほのめかすために、この絵が使われている。 

## 来歴
この絵は、フェアベアンの息子であるアーサー・ヘンダーソン・フェアベアンが相続した。1946年1月に匿名の出品者によりクリスティーズのオークションにかけられ、翌1947年にコリン・アンダーソンが購入している。その後の1976年にアンダーソン夫妻からテート・ギャラリーに寄贈された。